# Memphis Grizzlies
Memphis Grizzlies là một câu lạc bộ bóng rổ chuyên nghiệp có trụ sở tại Memphis, Tennessee.   Họ thi đấu tại bảng miền tây thuộc NBA.  Câu lạc bộ này được thành lập vào năm 1995 tại Vancouver, British Columbia, cùng với Toronto Raptors, là một trong hai câu lạc bộ của Canada chơi tại NBA.  Grizzlies chuyển đến Menmphis năm 2001. Chủ sở hữu câu lạc bộ là Michael Heisley, một người kiểm soát 95% cổ phần nhượng quyền thương mại.

## Lịch sử

### Vancouver
Vancouver Grizzlies cùng với các Toronto Raptors, đã đi tiên phong trong việc mở rộng NBA vào năm 1995.  Đây là hai đội đầu tiên của Canada chơi tại NBA kể từ 1946-47 với Toronto Huskies.Tên ban đầu của Grizzlies được chọn là Vancouver Mounties, nhưng đã buộc phải tìm một tên mới do sự phản đối từ Cảnh sát hoàng gia Canada.
CLB Grizzlies đã thông qua một dự thảo mở rộng đầu tiên và kế hoạch lôi kéo một số ngôi sao từ các câu lạc bộ khác,người đầu tiên là Bryant Reeves. Họ gặp phải trở ngại lớn khi NBA quyết định từ chối Raptors và Grizzlies một số điều trong dự thảo.Sân nhà của "Grizzlies được xây dựng tại General Motors Place. Mặc dù đã thắng hai trận đầu tiên của mình trong lịch sử tại NBA nhưng Grizzlies đã kết thúc mùa giải với tư cách đội giữ kỉ lục thua trong mùa 1995-96, họ thua 23 trận liên tiếp từ tháng hai đến tháng tư (thiết lập một kỉ lục mới của NBA - cùng thành tích với Denver Nuggets; kỉ lục hiện tại là của Cleveland Cavaliers với 24 trận). Năm 1996, Grizzlies có ngôi sao thứ ba.Tuy nhiên, Grizzlies tiếp tục thi đấu bết bát và kết thúc với thành tích tệ nhất trong giải.
Năm 1997, Grizzlies đưa cầu thủ thứ tư Antonio Daniels về CLB.Dẫu vậy họ vẫn kết thúc giải này với vị trí bét bảng và lặp đi lặp lại điều này trong các mùa 1998-99, mặc dù trung phong Mike Bibby xếp thứ hai trong danh sách đề cử của NBA.Trong mùa sau đó, Grizzlies chỉ thắng tám trận.Trong danh sách tiêu biểu của NBA1999 Grizzlies vẫn có Steve Francis xếp hạng hai.Thật không may,đó đã trở thành một bước ngoặt đối với đội, Francis công khai tuyên bố rằng ông không còn muốn chơi cho đội,vì những lý do khác nhau.Ông đã bị chỉ trích nặng nề vì trò hề của mình, đặc biệt là ở Vancouver, và sau đó ông đã được ký hợp đồng với Houston Rockets.
Sau khi mùa giải NBA kết thúc, sự kì vọng với Grizzlies bắt đầu giảm xuống, nhóm của chủ sở hữu, Orca Bay Sports and Entertainment(đồng sở hữu Vancouver Canucks of NHL)bắt đầu bị thua lỗ và muốn rút khỏi đội bóng.Thương gia Michael Heisley sau đó mua lại đội vào năm 2000 và chuyển đội từ Vancouver về Memphis.

### Memphis
Grizzlies chính thức chuyển đến Memphis ngày 26/3/2001. Grizzlies đã được cấp chứng nhận của NBA.Memphis là thành phố xa nhất về phía Đông so với các thành phố khác của miền Tây. Năm 2001 Atlanta Hawks cho phép Pau Gasol ký hợp đồng thi đấu cho Grizzlies.Ngay mùa đầu tiên chơi cho Memphis, Gasol đã giành giải NBA Rookie of the Year Award.Các Grizzlies cũng mời được Shane Battier, người nhanh chóng trở thành một phát ngôn viên không chính thức cho đội và là một thần tượng của các fan hâm mộ.Mùa giải 2002-03, Hubie Brown đã được mời làm huấn luyện viên Grizzlies.Cùng với Grizzlies Brown đã giành giải thưởng huấn luyện viên của năm trong mùa tiếp theo khi dẫn dắt Grizzlies lần đầu tiên trong lịch sử lọt vào vòng playoff trong mùa xuân năm 2004 với tư cách là đội hạt giống thứ sáu trong giải miềnTây.Đây là một bước tiến thần kì của câu lạc bộ được coi là yếu nhất giải NBA.
Tuy nhiên, thành tích của đội lại tuột dốc thảm hại trong giải 04-05.Đội Grizzlies đã có một kỉ lục thua trận mới, ban lãnh đạo đã quyết định thuê TNT làm phân tích và cựu huấn luyện Mike Fratello để thay thế Brown.Thành tích của Grizzlies đã được cải thiện trong mùa kế tiếp.Tuy nhiên, khi đến vòng playoffs, Grizzlies lại một lần nữa ra về ngay sau vòng đấu đầu tiên bởi Phoenix Suns.Mùa giải kết thúc trong  sự náo động và sự giận dữ giữa Fratello và nhiều cầu thủ khác là Bonzi Wells và Jason Williams, đội đã có một hoạt động ngoại khoá 2005 trong đó họ thanh lọc nhóm cựu chiến binh và bổ sung thêm các tài năng mới.Grizzlies mất Bonzi Wells, Jason Williams, Stromile Swift, và James Posey,trong khi có thêm Damon Stoudamire, Bobby Jackson, Hakim Warrick, và Eddie Jones. Họ tiếp tục được tham dự các trận playoffs năm thứ ba liên tiếp.
Với thành tích mà họ giành được là đứng thứ năm playoff trong giải miền Tây và phải gặp Dallas Mavericks. Dallas Mavericks đã hạ Grizzlies chỉ sau 4 trận.Grizzlies đã có chuỗi trận thua  trong playoffs dài nhất với 12 trận liên tiếp.Sau ba năm liên tiếp tham dự playoff Grizzlies đã không vượt qua nỗi một vòng nào, hoặc thậm chí là không thắng nổi 1 trận nào.
Sau NBA Draft 2006, Grizzlies mang về Shane Battier từ Houston Rockets, lượt chọn thứ 8 là Rudy Gay của Trường Đại học Connecticut, và Stromile Swift.Trước khi mùa 2006-07 bắt đầu,Grizzlies gặp một khó khăn lới khi Gasol bị gãy chân trái, trong khi chơi cho Tây Ban Nha tại Giải vô địch thế giới.Tại thời điểm này, Fratello đã bị sa thải và thay thế bằng Tony Barone. Barone từng là giám đốc nhân sự của đội, chưa hề có kinh nghiệm dẫn dắt 1 đội bóng NBA nào mặc dù anh ta đã từng huấn luyện ở cấp độ đại học cho hai trường Collegiate Creighton và Texas A & M và giành được giải huấn luyện của năm,Grizzlies đã hoàn thành giải năm 2006 -07 với kỉ lục trận thua tệ nhất 22-60. Jerry West đã từ chức giám đốc điều hành một thời gian ngắn sau khi kết thúc mùa giải.
Tính đến 2008, các Grizzlies chỉ là còn là đại diện cho Memphis, Tennessee, Hoa Kỳ ở bốn giải thể thao lớn (NBA, NFL, MLB và NHL).

## Ngôi sao lớn
Pau Gasol (2002 - 2008)
Ja Morant (2020 - nay)